# Nukuhetulu
Nukuhetulu  es una localidad del distrito de Vaini, en Tonga. Tiene una población de 330 habitantes en 2021.